# طاروسة
طاروسة تجمع فلسطيني ضمن مجلس بلدي ديرسامت-السيمياء غرب محافظة الخليل جنوب الضفة الغربية. وقع تحت الاحتلال الإسرائيلي بعد حرب 1967.

## الجغرافيا
يحد طاروسة من الشمال تجمع حمصة، ومن الجنوب منطقة واد قورا، ومن الشرق دورا، ومن الغرب دير سامت. يضم التجمع مدرسة ومسجد، ويرتفع عن سطح البحر حوالي 486 مترًا.

## السكان
بلغ عدد سكان التجمع في تعداد عام 1997 حوالي 39 نسمة، بينما في عام 2017 وصل إلى نحو 138 نسمة.